# Megachile viridicollis
Megachile viridicollis är en biart som beskrevs av Morawitz 1875. Megachile viridicollis ingår i släktet tapetserarbin, och familjen buksamlarbin. Inga underarter finns listade i Catalogue of Life.